# Buzenval (metropolitana di Parigi)
Buzenval è una stazione della linea 9 della metropolitana di Parigi.

## La stazione
La stazione aprì nel 1933 e prese il suo nome dal comune di Buzenval, nato dall'ampliamento di Rueil-Malmaison. In questo luogo venne combattuto l'episodio bellico dell'assedio di Parigi denominato battaglia di Buzenval, il 19 gennaio 1871.

### Accessi
- Rue d'Avron, numeri dispari: scala al 35, rue d'Avron, angolo 51, rue de Buzenval
- Rue d'Avron, numeri pari: scala mobile al 28, rue d'Avron

## Interconnessioni
- Bus RATP - 57, Traverse Charonne